# تمثال دي لسبس
تمثال دي لسبس كان نصب تذكاري لفرديناند دي لسبس صاحب فكرة مشروع قناة السويس تم تنصيب التمثال على المدخل الشمالي
لقناة السويس بمدينة بورسعيد في يوم 17 نوفمبر عام 1899م والذي كان يوافق العيد رقم ثلاثين لإفتتاح قناة السويس للملاحة العالمية وقد قام أهالي بورسعيد أثناء العدوان الثلاثي علي مصر عام 1956 م بإنزال التمثال من مكانه وتوجد الآن قاعدة التمثال فقط، بينما التمثال متواجد في مخازن الترسانة البحرية بهيئة قناة السويس.
التمثال من تصميم الفنان الفرنسي إمانويل فرميم وصنع من مادة البرونز والحديد وطلي باللون الأخضر البرونزى، والتمثال مجوف من الداخل ويزن حوالي 17 طنًا ويبلغ ارتفاعه بالقاعدة المعدنية 7.5 متر، وحفر على قاعدة التمثال المعدنية اسم المسبك الذي صنع التمثال وتاريخ الصنع.
في عام 2017 وافق المجلس الأعلى للآثار واللجان الدائمة للآثار برئاسة الدكتور مصطفى أمين، تسجيل التمثال بمحافظة بورسعيد، في عداد الآثار الإسلامية والقبطية.

## فرديناند دي لسبس

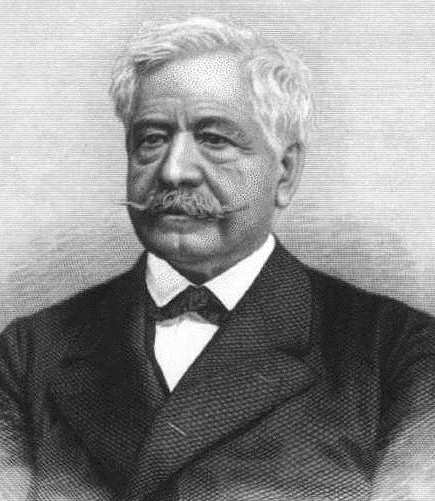
فرديناند دي لسبس

فرديناند دي لسبس هو مهندس فرنسي، والذي يعتبر أول من درس مشروع توصيل البحر الأحمر بالبحر المتوسط وحاول إقناع عباس باشا حاكم مصر آنذاك به إلا أنه رفض المشروع.وبعد أن تولي سعيد باشا حكم مصر في 14 يوليو 1854 تمكن دي لسبس والذي كان مقربا من سعيد باشا من الحصول على فرمان عقد امتياز قناة السويس في نوفمبر 1854 الأول وكان مكونا من 12 بندا أهمها حفر قناة تصل بين البحرين ومدة الامتياز 99 عاما من تاريخ فتح القناة.
وزار دي لسبس برفقة بعض المهندسين منطقة برزخ السويس في 1855 لبيان جدوى حفر القناة وأصدر تقرير في 20 مارس 1855 والذي أثبت سهولة إنشاء قناة تصل بين البحرين.وشكل دي لسبس لجنة هندسية دولية لدراسة تقرير المهندسين وزاروا منطقة برزخ السويس وبورسعيد وصدر تقريرهم في ديسمبر 1855 وأكدوا إمكانية شق القناة وأنه لا خوف من منسوب المياه لأن البحرين متساويين في المنسوب وأنه لا خوف من طمي النيل لأن بورسعيد شاطئها رملي.

## إزالة التمثال

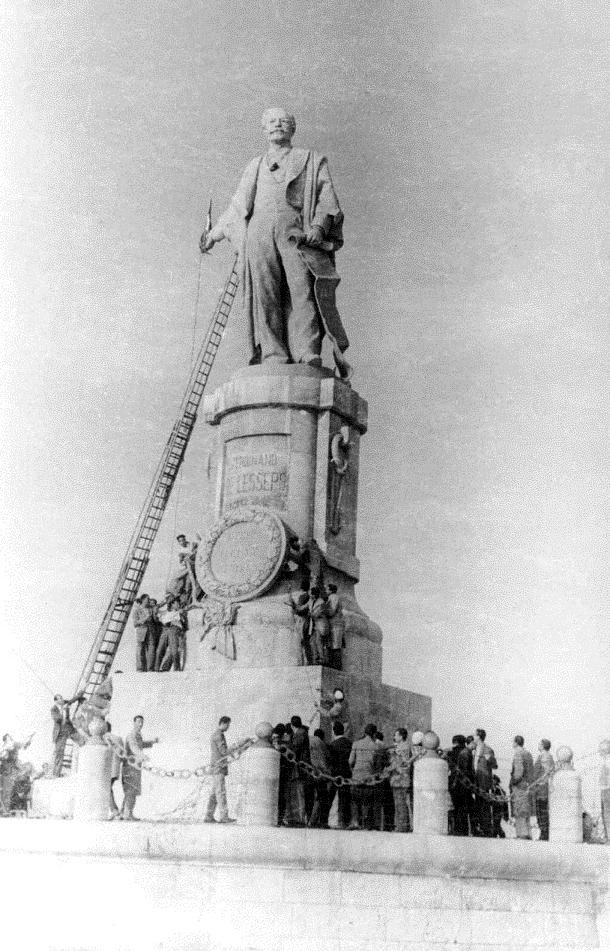
إزالة التمثال من قبل أهالي بورسعيد

في عام 1956 قام جمال عبد الناصر بتأميم قناة السويس كشركة مساهمة مصرية، الأمر الذي تسبب في العدوان الثلاثي من قبل فرنسا وبريطانيا وإسرائيل على مدينة بورسعيد، ويُقال إنه مع انسحاب قوات الاحتلال من مصر في 1956، وجد سكان المدينة على تمثال دي لسبس علم بريطانيا وفرنسا، كتذكار من الاحتلال على استمرار سيطرتهم على القناة ولو بشكل معنوي رغم الرحيل.وتسبب ذلك وقتها في الغضب الشديد لأهالي بور سعيد، هو ما دفعهم للتخلص من تمثال دي لسبس وإزاحته من قاعدته، باعتباره رمزًا للاستعمار.

## إعادة التمثال
يوجد جدل حول فكرة إعادة التمثال حيث يرى الرافضون للفكرة أن التمثال وصاحبه يمثلان رمزاً للاستبداد والسخرة والتسبب في وفاة آلاف المصريين خلال حفر القناة، فيما ينظر إليه المرحبون باعتباره أحد عباقرة الهندسة، الذين خلقوا لمصر شريان حياة يربط بين دول العالم من خلال مجرى ملاحي جلب لها ثروات عديدة ولازال، بالإضافة إلى أن التمثال سيكون مصدر جذب للسياحة لاسيما الفرنسية.
كانت بداية الحديث عن عودة تمثال دي لسبس" إلى قاعدته مرة أخرى كانت في عهد رئيس الجمهورية الاسبق، محمد حسني مبارك، عندما أعلن المهندس عصام الزهيري، رئيس لجنة السياحة والإعلام بالمجلس الشعبي المحلي بالمحافظة أمام لجنة الثقافة والسياحة والإعلام بمجلس الشعب عام 2009، عرض "جمعية محبي فرديناند دي لسبس" بدولة فرنسا دفع مبلغ 50 مليون يورو سنويًا مقابل إعادة التمثال لقاعدته وإقامة حفل سنوي يحضره آلاف السياح من مختلف البلدان بقارة أوروبا، إلا أنه قُوبل برفض شعبي رغم وجود اتجاه داخل الحزب الحاكم وقتها بقبول العرض.
وفي فبراير من عام 2014 أعلن محافظ بورسعيد الاسبق اللواء سماح قنديل، إجراء معاينة لموقع قاعدة التمثال بواسطة عميد كلية الفنون الجميلة بجامعة الإسكندرية، لوضع تمثالين بجانب تمثال ديليسبس، مشيرًا إلى إعادة التمثال لمكانه في نهاية الممر باتجاه مدخل قناة السويس، وفي المنتصف تمثال الفلاح أو العامل المصري الذي حفر القناة، بالإضافة إلى تمثال لجمال عبد الناصر صاحب قرار تأميم قناة السويس وعودتها إلى السيادة المصرية لكن لم تنفذ الفكرة .
كما تم إقتراح إعادة وضع تمثال دي لسبس في متحف قناة السويس بالإسماعيلية، ووضع تمثال بجانبه للفلاح المصري الذي حفر القناة.